# Dennis van de Laar

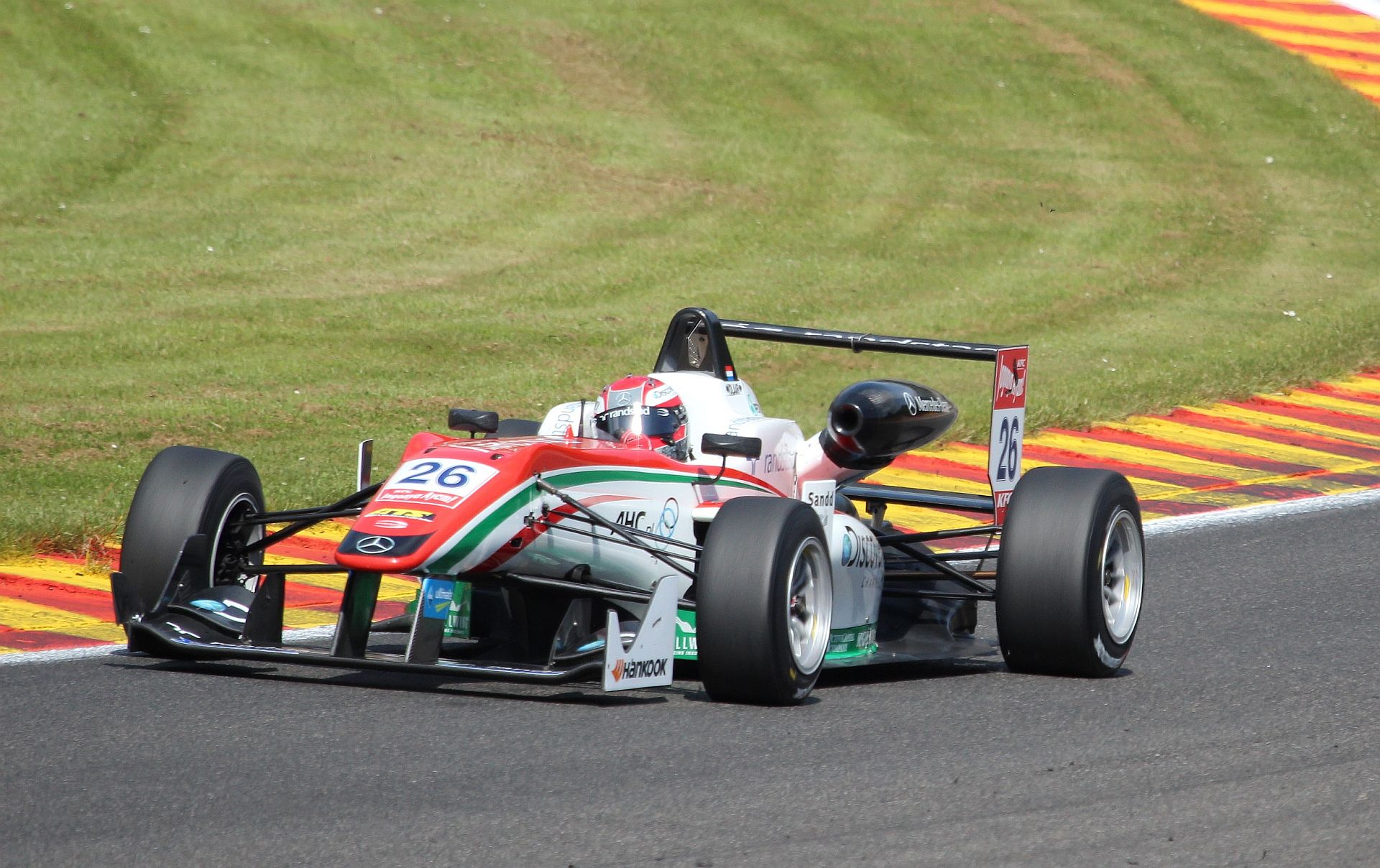
Dennis van de Laar in Spa-Francorchamps in der europäischen Formel-3-Meisterschaft 2014

Dennis Alphons Ronald van de Laar (* 3. Februar 1994 in Haarlem) ist ein niederländischer Automobilrennfahrer. Er startete 2013 und 2014 in der europäischen Formel-3-Meisterschaft.
Er ist ein Sohn des Automobilrennfahrers Ronald van de Laar.

## Karriere
Anders als die meisten Motorsportler verfügt van de Laar über keine Erfahrungen im Kartsport. 2010 trat van de Laar in der Tourenwagenrennserie Suzuki Swift Cup an und wurde dort auf Anhieb Dritter. Nach einem Einsatz in der niederländischen Winterlangstreckenserie machte van de Laar 2011 erste Erfahrungen im Formelsport. Er startete für Van Amersfoort Racing in der nordeuropäischen Formel Renault. Er erzielte regelmäßig Punkte und wurde mit einem sechsten Platz als bestes Resultat Siebter in der Fahrerwertung. Darüber hinaus trat er zu zwei Rennen im Formel Renault 2.0 Eurocup an und absolvierte zudem zwei Gaststarts in dieser Serie. Nach der Saison startete er in der Winterserie der britischen Formel Renault. Darüber hinaus war van de Laar auch im Tourenwagen-/GT-Sport aktiv. Zusammen mit seinem Vater Ronald van de Laar startete er zu einer Veranstaltung der FIA-GT3-Europameisterschaft. Zudem gewann er, zusammen mit seinem Vater, den Meistertitel der Diesel-Wertung der Dutch Race Driver Organisation.
2012 trat van der Laar für Van Amersfoort Racing im deutschen Formel-3-Cup an. Mit einem dritten Platz als bestem Resultat schloss er die Saison auf dem neunten Rang ab. Darüber hinaus absolvierte er drei Gaststarts in der Formel-3-Euroserie. Außerdem nahm er im Tourenwagensport an zwei Rennen der Dutch Race Driver Organisationteil. 2013 blieb van der Laar bei Van Amersfoort Racing und startete in der europäischen Formel-3-Meisterschaft. Er wurde 20. in der Fahrerwertung. Darüber hinaus nahm er zusammen mit seinem Vater am 24-Stunden-Rennen von Daytona in der GT-Klasse teil. Anfang 2014 startete van de Laar in der Florida Winter Series. Ein Sieg war sein bestes Ergebnis. Anschließend bestritt er die europäische Formel-3-Meisterschaft 2014 für das Prema Powerteam. Während sein Teamkollege Esteban Ocon die Meisterschaft gewann und seine drei Teamkollegen alle mindestens einmal auf dem Podium standen, war ein fünfter Platz das beste Ergebnis von van de Laar. Er verbesserte sich im Gesamtklassement auf den 14. Platz.

## Statistik

### Karrierestationen
| - 2010: Suzuki Swift Cup (Platz 3) - 2011: Nordeuropäische Formel Renault (Platz 7) - 2011: Formel Renault 2.0 Eurocup (Platz 37) - 2011: FIA-GT3-EM (Platz 54) | - 2011: Dutch Race Driver Organisation, Diesel (Meister) - 2011: Britische Formel Renault, Winterserie (Platz 16) - 2012: Deutsche Formel 3 (Platz 9) - 2012: Dutch Race Driver Organisation, Diesel (Platz 11) | - 2013: Europäische Formel 3 (Platz 20) - 2013: Rolex Sports Car Series, GT (Platz 62) - 2014: Florida Winter Series - 2014: Europäische Formel 3 (Platz 14) |

### Einzelergebnisse in der europäischen Formel-3-Meisterschaft
| Jahr | Team                  | Motor      | 1   | 2   | 3   | 4   | 5   | 6   | 7   | 8   | 9   | 10  | 11  | 12  | 13  | 14  | 15  | 16  | 17  | 18  | 19  | 20  | 21  | 22  | 23  | 24  | 25  | 26  | 27  | 28  | 29  | 30  | 31  | 32  | 33  | Punkte | Rang |
| ---- | --------------------- | ---------- | --- | --- | --- | --- | --- | --- | --- | --- | --- | --- | --- | --- | --- | --- | --- | --- | --- | --- | --- | --- | --- | --- | --- | --- | --- | --- | --- | --- | --- | --- | --- | --- | --- | ------ | ---- |
| 2013 | Van Amersfoort Racing | Volkswagen | MON | MON | MON | SIL | SIL | SIL | HO1 | HO1 | HO1 | BRH | BRH | BRH | SPI | SPI | SPI | NOR | NOR | NOR | NÜR | NÜR | NÜR | ZAN | ZAN | ZAN | VAL | VAL | VAL | HO2 | HO2 | HO2 |     |     |     | 22     | 20.  |
| 2013 | Van Amersfoort Racing | Volkswagen | 9   | 10  | DNF | 18  | 12  | DNF | 13  | 6   | 14  | DNF | 17  | DNF | 23  | 25  | DNF | DNF | 18  | 13  | 23  | 19  | 15  | 11  | 15  | 23  | 14  | 16  | 9   | 8   | 9   | 12  |     |     |     | 22     | 20.  |
| 2014 | Prema Powerteam       | Mercedes   | SIL | SIL | SIL | HO1 | HO1 | HO1 | PAU | PAU | PAU | HUN | HUN | HUN | SPA | SPA | SPA | NOR | NOR | NOR | MOS | MOS | MOS | SPI | SPI | SPI | NÜR | NÜR | NÜR | IMO | IMO | IMO | HO2 | HO2 | HO2 | 38     | 14.  |
| 2014 | Prema Powerteam       | Mercedes   | 11  | 9   | 12  | 19  | 12  | 13  | 13  | 5   | 7   | 8   | 12  | 14  | 17  | 14  | 20  | DNF | 12  | DNS | 12  | 9   | 6   | 8   | DNF | 14  | 11  | 12  | DNF | 12  | 11  | 13  | 17  | 10  | 10  | 38     | 14.  |